# St. Anton (Rieder)

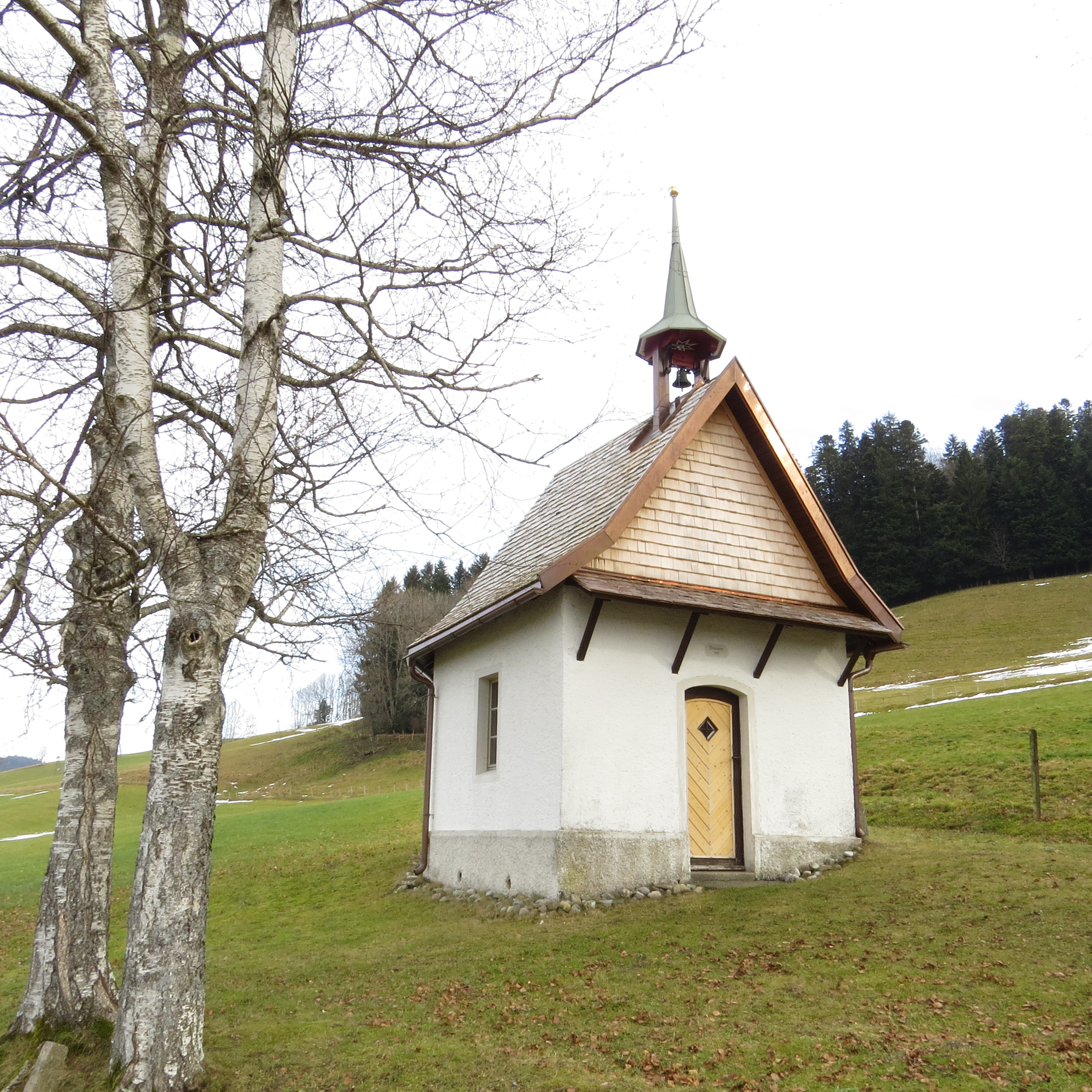
St. Anton in Rieder

Die römisch-katholische Kapelle St. Anton steht in Rieder, einem Gemeindeteil von Weiler-Simmerberg im bayerisch-schwäbischen Landkreis Lindau (Bodensee) in Bayern. Das Bauwerk ist in der Liste der Baudenkmäler in Weiler-Simmerberg als Baudenkmal unter der Nr. D-7-76-129-44 eingetragen.

## Beschreibung
Die Kapelle besteht aus einem Langhaus, das im Osten dreiseitig abgeschlossen ist. Aus dem Dach erhebt sich ein offener Dachreiter, in dem eine Kirchenglocke hängt, und der mit einem spitzen Helm bedeckt ist. Im Innenraum wird der dreiseitige Abschluss durch den Altar ausgefüllt, der von je drei Säulen flankiert wird. Er wurde von einer abgebrochenen Kapelle in Weiler im Allgäu übernommen.